# Bill Adam

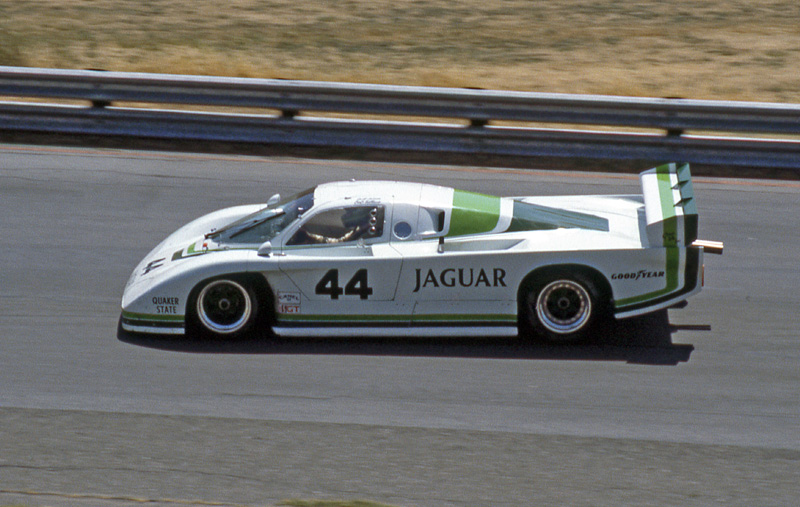
Bill Adam im Jaguar XJR-5 beim IMSA-GTP-Rennen in Sears Point 1983

William „Bill“ Adam (* 25. Mai 1946 in Airdrie) ist ein ehemaliger kanadischer Autorennfahrer.

## Karriere im Motorsport
Bill Adam wurde in Schottland geboren und wanderte in den 1950er-Jahren mit seinen Eltern nach Kanada aus. Er lebte viele Jahre in Oakville. Obwohl seine Eltern überhaupt kein Interesse an Automobilen hatten, war er schon als Jugendlicher von Fahrzeugen begeistert. Ein Freund der Familie nahm  ihn 1961 zu einem Sportwagenrennen nach Mosport mit; dort kam Adam erstmals mit dem Rennsport in Berührung.
Seit den 1970er-Jahren ist er im Motorsport. 1971 erhielt er seine erste Rennlizenz und erwarb sein erstes Rennfahrzeug, eine Chevrolet Corvette. Er ging zuerst bei Amateurrennen an den Start und begann 1975 eine professionelle Rennkarriere. Seinen ersten internationalen Auftritt hatte er beim 6-Stunden-Rennen von Watkins Glen, einem Rennen der Sportwagen-Weltmeisterschaft 1975. Gemeinsam mit John Greenwood wurde er Achtzehnter in der Gesamtwertung. 1980 war er Teamkollege von Bob Tullius beim Group-44-Rennteam und ging mit dem GTO-Triumph TR8 in der IMSA-GTP-Serie an den Start. Teilweise zählten diese Rennen in den frühen 1980er-Jahren auch zur Sportwagen-Weltmeisterschaft. 1981 wurde er Zehnter beim 12-Stunden-Rennen von Sebring; beim 6-Stunden-Rennen von Mosport fiel er aus.
Ab 1983 setzte die Group-44-Rennleitung Jaguar XJR-5 ein. 1983 gewannen er und Tullius das 500-km-Rennen von Road Atlanta, das 3-Stunden-Rennen von Lime Rock und das 6-Stunden-Rennen von Mosport.
Adam ging einmal beim 24-Stunden-Rennen von Le Mans ins Rennen. 1980 hatte er mit seinen Teamkollegen Jacques Bienvenue und Douglas Rowe die Rennqualifikation verpasst. 1987 schied er als Partner von Scott Goodyear und Richard Spénard nach einem Motorschaden am Porsche 962C vorzeitig aus.
Bill Adam bestritt bis 2004 Sportwagenrennen und trat dann vom Rennsport zurück.

## Statistik

### Le-Mans-Ergebnisse
| Jahr | Team            | Fahrzeug     | Teamkollege    | Teamkollege     | Platzierung | Ausfallgrund |
| ---- | --------------- | ------------ | -------------- | --------------- | ----------- | ------------ |
| 1987 | Brun Motorsport | Porsche 962C | Scott Goodyear | Richard Spénard | Ausfall     | Motorschaden |

### Sebring-Ergebnisse
| Jahr | Team                 | Fahrzeug                | Teamkollege        | Teamkollege     | Platzierung            | Ausfallgrund |
| ---- | -------------------- | ----------------------- | ------------------ | --------------- | ---------------------- | ------------ |
| 1980 | Group 44             | Triumph TR8             | Bob Tullius        |                 | Rang 6 und Klassensieg |              |
| 1981 | Group 44             | Triumph TR8             | Bob Tullius        |                 | Rang 10                |              |
| 1983 | Group 44             | Jaguar XJR-5            | Bob Tullius        |                 | Ausfall                | Motorschaden |
| 1984 | Whitehall Promotions | Porsche 924 Carrera GTR | Tom Winters        | Bob Bergstrom   | Ausfall                | Aufhängung   |
| 1990 | DSR Motorsports      | Porsche 962 GTi         | Scott Harrington   | David Seabroke  | Ausfall                | Unfall       |
| 1994 | Champion Porsche     | Porsche 911 Turbo       | John Paul junior   | Victor Gonzales | Ausfall                | Mechanik     |
| 1995 | Champion Porsche     | Porsche 911 GT2         | Hans-Joachim Stuck |                 | Rang 6                 |              |
| 1996 | Champion Porsche     | Porsche 911 GT2 Evo     | Hans-Joachim Stuck |                 | Rang 6 und Klassensieg |              |
| 1997 | Champion Porsche     | Porsche 911 GT2 Evo     | Hans-Joachim Stuck |                 | Ausfall                | Unfall       |

### Einzelergebnisse in der Sportwagen-Weltmeisterschaft
| Saison | Team                   | Rennwagen                    | 1   | 2   | 3   | 4   | 5   | 6   | 7   | 8   | 9   | 10  | 11  | 12  | 13  | 14  | 15  | 16  | 17  |
| ------ | ---------------------- | ---------------------------- | --- | --- | --- | --- | --- | --- | --- | --- | --- | --- | --- | --- | --- | --- | --- | --- | --- |
| 1975   | John Greenwood         | Chevrolet Corvette           | DAY | MUG | DIJ | MON | SPA | PER | NÜR | ZEL | WAT |     |     |     |     |     |     |     |     |
| 1975   | John Greenwood         | Chevrolet Corvette           |     |     |     |     |     | DNF |     |     |     |     |     |     |     |     |     |     |     |
| 1977   | Dead Bear Racing       | Chevrolet Corvette           | DAY | MUG | DIJ | MON | SIL | NÜR | VAL | PER | WAT | EST | LEC | MOS | IMO | SAL | BRH | HOK | VAL |
| 1977   | Dead Bear Racing       | Chevrolet Corvette           |     |     |     |     |     |     |     |     | DNF |     |     |     |     |     |     |     |     |
| 1980   | Group 44               | Triumph TR8                  | DAY | BRH | SEB | MUG | MON | RIV | SIL | NÜR | LEM | DAY | WAT | SPA | MOS | ROA | VAL | DIJ |     |
| 1980   | Group 44               | Triumph TR8                  |     |     | 6   |     |     | 26  |     |     |     |     |     |     | 8   | 7   |     |     |     |
| 1981   | Group 44 Carter Racing | Triumph TR8 Chevrolet Camaro | DAY | SEB | MUG | MON | RIV | SIL | NÜR | LEM | PER | DAY | WAT | SPA | MOS | ROA | BRH |     |     |
| 1981   | Group 44 Carter Racing | Triumph TR8 Chevrolet Camaro |     | 10  |     |     |     |     |     |     |     |     |     |     | DNF |     |     |     |     |
| 1984   | Kremer Racing          | Porsche 956                  | MON | SIL | LEM | NÜR | BRH | MOS | SPA | IMO | FUJ | KYA | SAN |     |     |     |     |     |     |
| 1984   | Kremer Racing          | Porsche 956                  |     |     | DNF |     |     |     |     |     |     |     |     |     |     |     |     |     |     |
| 1987   | Brun Motorsport        | Porsche 962                  | JAR | JER | MON | SIL | LEM | NÜN | BRH | NÜR | SPA | FUJ |     |     |     |     |     |     |     |
| 1987   | Brun Motorsport        | Porsche 962                  |     | DNF |     |     |     |     |     |     |     |     |     |     |     |     |     |     |     |